# Marianne Woods
Marianne Woods (1781 – 1870) fue una mujer inglesa que fundó una escuela femenina en 1809 en los Jardines de Drumsheugh, Edimburgo. Estuvo involucrada en un juicio tras ser acusada de lesbianismo junto con la cofundadora de la escuela, Jane Pirie (1779-1833). La responsable de la acusación era Jane Cumming, una de las alumnas de la escuela y nieta de Lady Helen Cumming Gordon. La joven alegaba que las dos mujeres "tenían prácticas sexuales irregulares" y "llevaban a cabo comportamientos indecentes". Jane Cumming fue la primera estudiante en abandonar la escuela, y en las siguientes 48 horas, todas las alumnas restantes se marcharon también. Lady Cumming Gordon se ocupó de extender los rumores sobre estas alegaciones, de forma que la escuela se vio obligada a cerrar en 1810. Este acontecimiento privó a Woods y a Pirie de su honra y su único medio de subsistencia. En relación con lo acontecido, Marianne Woods le decía lo siguiente a una de las madres de sus alumnas:
"Ignoro por completo qué ha llevado a imputarme estos cargos y no soy consciente de nada".
Marianne Woods y Jane Pirie demandaron a Lady Cumming Gordon por difamación y el juicio tuvo lugar el 15 de marzo de 1811. A pesar de ganar el juicio en 1812, la sentencia fue recurrida a la Cámara de los Lores. Esta instancia finalmente desestimó la apelación años después, en 1819. En consecuencia, la pareja logró obtener diez mil libras en concepto de indemnización, por parte de su acaudalada denunciante. No obstante, se encontraban en la ruina porque de esa cantidad solo les restaron mil libras después de cubrir los gastos de todos los trámites legales.
Aunque Marianne Woods obtuvo un empleo en Londres, donde previamente había trabajado como profesora, Jane Pirie se quedó en Edimburgo y no logró encontrar empleo. Además, algunas fuentes afirman que "probablemente tuvo un colapso nervioso".
La historia de este juicio fue la fuente de inspiración de Lillian Hellman para su obra The Children's Hour (La calumnia), escrita en 1934.